# Runstens distrikt
Runstens distrikt är ett distrikt i Borgholms kommun och Kalmar län på centrala Öland. 
Distriktet ligger på Ölands östkust söder om Borgholm. 

## Tidigare administrativ tillhörighet
Distriktet inrättades 2016 och utgörs av en del av det område som Borgholms stad omfattade före 1971, delen  som utgjorde Runstens socken före 1969.
Området motsvarar den omfattning Runstens församling hade vid årsskiftet 1999/2000.